# Bulgarian Open
Die Bulgarian Open waren ein Snooker-Minor-Ranglistenturnier, das seit 2012 im Rahmen der Players Tour Championship in der bulgarischen Hauptstadt Sofia ausgetragen wird. Im ersten Jahr fand es im Princess Hotel statt, bevor 2013 die Universiada Hall Spielstätte des Turniers wurde. Gesponsert wurde das Turnier vom bulgarischen Versicherungsunternehmen Victoria, das auch Hauptsponsor des einheimischen Snookerverbands ist. 2015 fand die letzte Ausgabe des Turnieres statt.

## Sieger
| Jahr | Austragungsort         | Sieger       | Ergebnis | Finalist       | Hauptsponsor | Saison  |
| ---- | ---------------------- | ------------ | -------- | -------------- | ------------ | ------- |
| 2012 | Sofia – Princess Hotel | Judd Trump   | 4:0      | John Higgins   | Victoria     | 2012/13 |
| 2013 | Sofia Universiada Hall | John Higgins | 4:1      | Neil Robertson | Victoria     | 2013/14 |
| 2014 | Sofia Universiada Hall | Shaun Murphy | 4:2      | Martin Gould   | Victoria     | 2014/15 |
| 2015 | Sofia Universiada Hall | Mark Allen   | 4:0      | Ryan Day       | Victoria     | 2015/16 |